# Aurelio Crugnola
Aurelio Crugnola (Roma, 18 ottobre 1928 – Roma, 30 novembre 2011) è stato uno scenografo italiano.

## Carriera
Durante la sua carriera di oltre 40 anni (1953-1996) Aurelio Crugnola ha collaborato con svariati registi italiani e statunitensi. Ha fatto i suoi debutti con i registi Camillo Mastrocinque (Diciottenni al sole, 1962) e Sergio Corbucci (Gli onorevoli, 1963), tra gli altri. Ha curato la scenografia del celebre film Sacco e Vanzetti (1971), per la regia di Giuliano Montaldo, e anche quelle dei film Cassandra Crossing (1976), Quel maledetto treno blindato (1978) e L'anno del terrore (1991). Uno dei migliori successi lo ha ottenuto contribuendo al Il paziente inglese (1996), per la regia di Anthony Minghella. L'ultima scenografia della sua carriera fu quella del film Oceano di fuoco - Hidalgo (2004), per la regia di Joe Johnston.
Ha lavorato in vari film assieme allo scenografo Franco Fumagalli.

## Filmografia

### Scenografo
- Leoni al sole, regia di Vittorio Caprioli (1961)
- Diciottenni al sole, regia di Camillo Mastrocinque (1962)
- Gli onorevoli, regia di Sergio Corbucci (1963)
- Il magnifico avventuriero, regia di Riccardo Freda (1963)
- I maniaci, regia di Lucio Fulci (1964)
- James Tont operazione D.U.E., regia di Bruno Corbucci (1965)
- Su e giù, regia di Mino Guerrini (1965)
- L'inafferrabile invincibile Mr. Invisibile, regia di Antonio Margheriti (1970)
- Sacco e Vanzetti, regia di Giuliano Montaldo (1971)
- Che? (What?), regia di Roman Polański (1972)
- Sistemo l'America e torno, regia di Nanni Loy (1974)
- Cassandra Crossing (The Cassandra Crossing), regia di George Pan Cosmatos (1976)
- Quel maledetto treno blindato, regia di Enzo G. Castellari (1978)
- Scontri stellari oltre la terza dimensione (Starcrash), regia di Luigi Cozzi (1978)
- Ashanti, regia di Richard Fleischer (1979)
- Vanille fraise, regia di Gérard Oury (1989)
- L'anno del terrore (Year of the Gun), regia di John Frankenheimer (1991)

### Architetto-scenografo
- The Story of William Tell, regia di Jack Cardiff (1953)
- Le svedesi, regia di Gian Luigi Polidoro (1960)
- L'avventura di un italiano in Cina, regia di Piero Pierotti e Hugo Fregonese (1962)
- Maciste nelle miniere di re Salomone, regia di Piero Regnoli (1964)
- L'idea fissa, regia di Mino Guerrini e Gianni Puccini (1964)
- Navajo Joe, regia di Sergio Corbucci (1966)
- Un fiume di dollari, regia di Carlo Lizzani (1967)
- Il castello di carte, regia di John Guillermin (1968)
- L'ultimo avventuriero (The Adventurers), regia di Lewis Gilbert (1969)
- Operazione ladro (7 episodi, 1969)
- Storia di una donna, regia di Leonardo Bercovici (1970)
- Grande slalom per una rapina, regia di George Englund (1972)
- Jefferson Keyes, episodio pilota, regia di Gene Levitt (1972)
- Mahogany, regia di Berry Gordy (1975)
- Laure, regia di Louis-Jacques Rollet-Andriane e Roberto D'Ettorre Piazzoli (1976)
- Sahara Cross, regia di Tonino Valerii (1977)
- Black Stallion, regia di Carroll Ballard (1979)
- Blood Tide, regia di Richard Jefferies (1982)
- The Black Stallion Returns, regia di Robert Dalva (1983)
- King David, regia di Bruce Beresford (1985)
- In corsa per l'oro, regia di Don Taylor (1985)
- Poliziotto in affitto, regia di Jerry London (1987)
- Cliffhanger - L'ultima sfida, regia di Renny Harlin (1993)
- Il paziente inglese, regia di Anthony Minghella (1996)
- Amare per sempre, regia di Richard Attenborough (1996)
- Hidalgo - Oceano di fuoco, regia di Joe Johnston (2004)

### Arredatore
- Peccato che sia una canaglia, regia di Alessandro Blasetti (1954)
- Diciottenni al sole, regia di Camillo Mastrocinque (1962)
- Accadde in Atene, regia di Andrew Marton (1962)
- I motorizzati, regia di Camillo Mastrocinque (1962)
- Disneyland, episodio, "The Ballad of Hector the Stowaway Dog: Who the Heck Is Hector?", regia di Vincent McEveety (1964)
- Le monachine, regia di Luciano Salce (1965)
- Quel maledetto treno blindato, regia di Enzo G. Castellari (1978)
- Il paziente inglese, regia di Anthony Minghella (1996)

### Dipartimento artistico
- Assassinio sull'Eiger, regia di Clint Eastwood (1975) (direttore artistico: Svizzera)
- Cadaveri eccellenti, regia di Francesco Rosi (1976) (assistente scenografo)
- Amare per sempre, regia di Richard Attenborough (1996) (direttore artistico: Italia)

### Costumista
- Leoni al sole, regia di Vittorio Caprioli (1961)

### Regista
- Sherlock Holmes and Doctor Watson - serie TV, episodio 14 - Il caso dei tre zii (e probabilmente altri episodi sconosciuti) (1980)

### Effetti visivi
- Cassandra Crossing, regia di George Pan Cosmatos (1976)